# Bjergsalamander
Bjergsalamander (Ichthyosaura alpestris  tidligere Triturus alpestris og Mesotriton alpestris) er en padde i salamandridae-familien. Salamanderen er vidt udbredt i Europa, mod syd mest i bjerge, deraf navnet. Der findes dog også en lille population i Danmark omkring Aabenraa.
Bjergsalamanderen er fredet i Danmark.